# Benn Ferriero
Benn Trevor Ferriero (* 29. April 1987 in Boston, Massachusetts) ist ein ehemaliger US-amerikanischer Eishockeyspieler, der während seiner aktiven Karriere zwischen 2005 und 2016 unter anderem 106 Spiele für die San Jose Sharks, New York Rangers und Vancouver Canucks in der National Hockey League auf der Position des Centers bestritten hat.

## Karriere
Ferriero spielte zunächst zwischen 2001 und 2005 an der Governor Dummer Academy, einer High School in Byfield im US-Bundesstaat Massachusetts. Dort bekleidete er in den letzten Jahren das Amt des Mannschaftskapitäns. Im Sommer 2005 ging der Stürmer ans Boston College, um sein Studium zu beginnen. Gleichzeitig spielte er für die Universitätsmannschaft in der Hockey-East-Division der National Collegiate Athletic Association. In seinem Jahr als Freshman und Rookie bestritt der Center alle 42 Saisonpartien und erreichte 25 Scorerpunkte. Diese verhalfen ihm am Ende der Spielzeit ins All-Rookie-Team der Hockey East gewählt zu werden.
In der Sommerpause war Ferriero im NHL Entry Draft 2006 verfügbar, wo ihn die Phoenix Coyotes in der siebten Runde an 196. Position auswählten. Im sich anschließenden Spieljahr konnte er seine Punktausbeute durch 23 Tore und 23 Vorlagen auf 46 Punkte steigern. Hinter Brian Boyle und Nathan Gerbe schloss er das Jahr als drittbester Scorer des Teams ab und hatte damit maßgeblichen Anteil am Gewinn der Meisterschaft der Hockey East. Die Saison 2007/08 verlief für Ferriero persönlich nicht ganz so erfolgreich wie die vorangegangene, da er vier Punkte weniger sammelte als im Jahr zuvor. Dafür konnte er mit dem College aber insgesamt drei Titel feiern. Neben dem Sieg beim prestigeträchtigen Beanpot-Tournament und dem erneuten Gewinn des Hockey-East-Titels sicherte sich die Mannschaft auch die nationale College-Meisterschaft der NCAA. Dabei war der Stürmer ins All-Tournament Team der Hockey East gewählt worden und belegte in der internen Scorerwertung den vierten Rang. In seinem abschließenden Collegejahr in der Spielzeit 2008/09 gelangen ihm lediglich 26 Scorerpunkte.

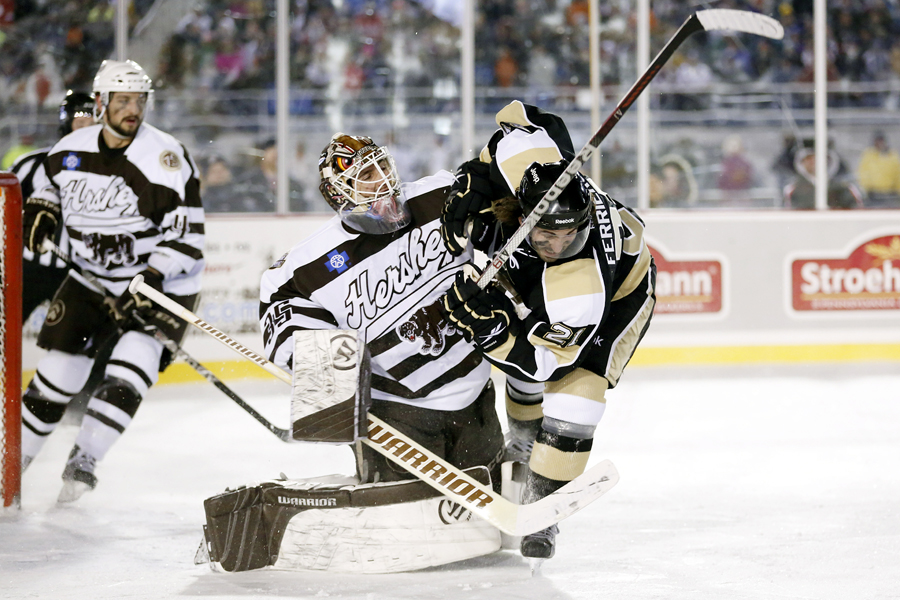
Ferriero im Duell mit Torwart Dany Sabourin

Nach dem Abschluss seines vierten Jahres am College kam Ferriero zu keiner Einigung über einen Profivertrag mit den Phoenix Coyotes, die ihn drei Jahre zuvor gedraftet hatten. Bei der Entscheidung spielten auch die diversen Medienberichte zu den Liquiditätsproblemen der Coyotes und des möglichen Besitzerwechsels im Sommer 2009 eine gewichtige Rolle. Somit nahmen die San Jose Sharks den Free Agent am 1. September unter Vertrag. Er unterzeichnete einen Zweijahresvertrag mit Gültigkeit sowohl für die National Hockey League als auch American Hockey League. Im saisonvorbereitenden Trainingscamp der Sharks weckte der US-Amerikaner mit fünf Scorerpunkten in fünf Spielen die Aufmerksamkeit des Trainergespanns, das sich schließlich dazu entschied, den Stürmer im NHL-Kader zu behalten. Zum Saisonauftakt am 1. Oktober 2009 gab er gegen die Colorado Avalanche sein Debüt.
Am 13. Juli 2012 unterzeichnete Ferriero nach drei Jahren in San Jose als Free Agent einen Zweiwegevertrag mit den Pittsburgh Penguins. Diese transferierten ihn am 24. Januar 2013 im Austausch für Chad Kolarik zu den New York Rangers. Im Juni 2013 wurde er gemeinsam mit einem Sechstrunden-Wahlrecht im NHL Entry Draft 2014 im Austausch für Justin Falk an die Minnesota Wild abgegeben.
Nachdem ihm die Wild kein Vertragsangebot vorlegten, wurde Ferriero im Juli 2013 als Free Agent von den Vancouver Canucks unter Vertrag genommen. Für die Canucks stand der Center nur zwei Mal in der NHL auf dem Eis und kam ansonsten in der AHL bei den Utica Comets zum Einsatz. Im Sommer 2014 wechselte er zu den St. Louis Blues, die ihn allerdings ausschließlich bei ihrem Farmteam, den Chicago Wolves einsetzten. Nach der Saison 2014/15 verließ Ferriero Nordamerika und schloss sich im Juli 2015 dem EC Red Bull Salzburg an. Bereits Anfang Dezember 2015 endete das Gastspiel Ferrieros in Österreich nach 23 Einsätzen aber wieder und er kehrte nach Nordamerika zurück, wo er einen Probevertrag bei den Providence Bruins aus der AHL abschloss. Nach sieben Einsätzen trennten sich bei Parteien aber wieder.

### International
Sein Heimatland vertrat Ferriero bei der U18-Junioren-Weltmeisterschaft 2005 in Tschechien. Dabei gewann die Mannschaft, der auch Phil Kessel, Erik Johnson, Jack Johnson, Nathan Gerbe und Peter Mueller angehörten, durch einen 5:1-Finalsieg über Kanada die Goldmedaille. Er selbst steuerte im Turnierverlauf in sechs Spielen ein Tor und drei Assists bei.

## Erfolge und Auszeichnungen
| - 2006 Hockey East All-Rookie Team - 2007 Lamoriello-Trophy-Gewinn mit dem Boston College - 2008 Beanpot-Tournament-Gewinn mit dem Boston College - 2008 Lamoriello-Trophy-Gewinn mit dem Boston College | - 2008 Hockey East All-Tournament Team - 2008 NCAA-Division-I-Championship mit dem Boston College - 2009 AHL-Rookie des Monats Dezember (gemeinsam mit Logan Couture) |

### International
- 2005 Goldmedaille bei der U18-Junioren-Weltmeisterschaft

## Karrierestatistik

### International
Vertrat die USA bei:
- U18-Junioren-Weltmeisterschaft 2005

(Legende zur Spielerstatistik: Sp oder GP = absolvierte Spiele; T oder G = erzielte Tore; V oder A = erzielte Assists; Pkt oder Pts = erzielte Scorerpunkte; SM oder PIM = erhaltene Strafminuten; +/− = Plus/Minus-Bilanz; PP = erzielte Überzahltore; SH = erzielte Unterzahltore; GW = erzielte Siegtore; 1 Play-downs/Relegation; Kursiv: Statistik nicht vollständig)